# Florence Lawrence
Florence Lawrence est une actrice canadienne, née le 2 janvier 1886 à Hamilton, Canada et morte le 28 décembre 1938 à Beverly Hills, Los Angeles (États-Unis). Elle a joué dans presque 300 films et est souvent considérée comme « la première star de cinéma ».

## Biographie

### Jeunesse
Florence Annie Bridgwood naît à Hamilton, en Ontario. Elle est la plus jeune des trois enfants de George Bridgwood et de Charlotte Bridgwood (née Dunn), comédienne de vaudeville. Sa mère était arrivée aux États-Unis via le Canada lors de la grande famine en Irlande. Sous le nom de scène de Lotta Lawrence, elle est la comédienne principale et la directrice de la Lawrence Dramatic Company.
Florence fait ses débuts sur scène à trois ans, lorsqu’elle intervient dans un numéro de chant et de danse avec sa mère ; plus tard, elle joue dans des pièces de théâtre, toujours avec sa compagnie. À six ans, elle est déjà connue comme « Baby Flo, l’enfant prodige ».
Le 18 février 1898, George Bridgwood meurt d’un accident domestique à Hamilton ; il était séparé de Charlotte depuis 1890. Charlotte et Florence Bridgwood rejoignent alors Ann Dunn, la mère de Charlotte, à Buffalo. Charlotte décide d’inscrire Florence à l’école, et d’arrêter de faire se produire ses enfants sur scène. Après la fin de ses études, Florence rejoint à nouveau la compagnie théâtrale de sa mère, qui est dissoute peu après. Les deux femmes déménagent pour New York vers 1906.

### Carrière
Dès 1907, elle tourne pour la Vitagraph Company of America, puis en 1908 pour l'American Mutoscope and Biograph Company, où elle tourne pas moins de deux films par semaine pour le réalisateur D. W. Griffith. Surnommée la Biograph Girl, elle touche un salaire de 1000 US$ par semaine. Griffith en fait notamment la vedette d'une courte mais populaire série de comédies : la famille Jones (sous le nom de Madame Jones).
Elle s'est mariée trois fois, sans jamais avoir d'enfants : d'abord avec le réalisateur Harry Solter (du 2 août 1908 à la mort de celui-ci le 2 mars 1920), puis avec un vendeur automobile, Charles Bryne Woodring (du 12 mai 1921 jusqu'en 1932), et enfin avec Henry Bolton, un alcoolique qui la battait (du 7 novembre 1933 à mars 1934).
En 1909, elle joue dans les films réalisés par son premier mari, pour l'Independent Moving Picture Company (IMP), puis en 1911 pour la Lubin Manufacturing Company, créée par Siegmund Lubin.
En 1912, elle crée, avec son premier mari, la Victor Film Company qui débute avec le film In Swift Waters.

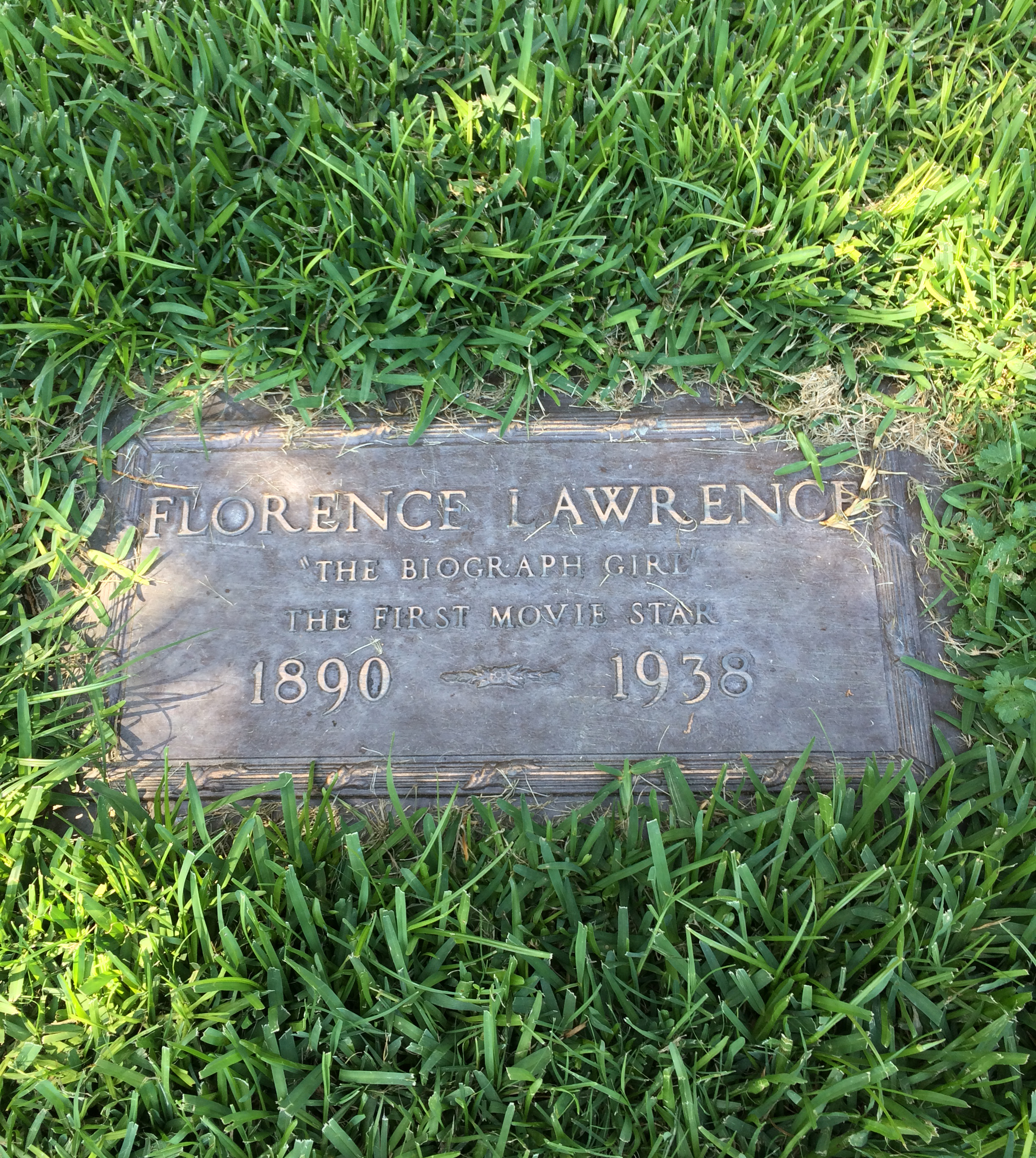
Tombe de Florence Lawrence au Hollywood Forever Cemetery.

Après son premier mariage, elle a moins de succès. En 1936, les scènes qu'elle joue dans Hollywood Boulevard sont coupées. Minée par la maladie (probablement une splénomégalie myéloïde), elle se suicide en avalant un insecticide, et du sirop pour la toux le 28 décembre 1938.
Elle est inhumée au Hollywood Forever Cemetery.

## Filmographie
- Légende des compagnies de production[10] :

V = Vitagraph Company of America
B = American Mutoscope and Biograph Company
E = Edison Manufacturing Company
I = Independent Moving Pictures Company of America
L = Lubin Manufacturing Company
VFC = Victor Film Company
K = Kinemacolor Company
U = Universal Film Manufacturing Company
N = Nestor Film Company
PAR = Paramount Pictures

### Années 1900
- 1906 : The Automobile Thieves de James Stuart Blackton (V)
- 1907 : Daniel Boone de Wallace McCutcheon et Edwin S. Porter : la fille de Boone (E[11])
- 1907 : The Boy, the Bust and the Bath de James Stuart Blackton[12] (V)
- 1907 : Athletic American Girls de ?  (V)
- 1907 : Bargain Fiend; or, Shopping à la Mode de William V. Ranous  (V)
- 1907 : The Shaughraun de James Stuart Blackton : Moya  (V)
- 1907 : The Mill Girl de ?  (V)
- 1907 : The Despatch Bearer; or, Through the Enemy's Lines d'Albert E. Smith (V)
- 1908 : La Jeune Fille indienne (The Reg Girl) de D. W. Griffith[13] (B)
- 1908 : Cupid's Realm; or, A Game of Hearts (it) de James Stuart Blackton (V)
- 1908 : Macbeth de James Stuart Blackton : une invitée du banquet (V)
- 1908 : Roméo et Juliette de James Stuart Blackton : Juliette (V)
- 1908 : Lady Jane's Flight de James Stuart Blackton : Lady Jane (V)
- 1908 : The Viking's Daughter de James Stuart Blackton : Theckla, la fille du viking (V)
- 1908 : Love Laughs at Locksmiths; an 18th Century Romance de James Stuart Blackton (V)
- 1908 : The Bandit's Waterloo de D. W. Griffith (B)
- 1908 : Une déclaration difficile (A Calamitous Elopement) de D. W. Griffith (B)
- 1908 : Salomé de J. Stuart Blackton : Salomé (V)
- 1908 : L'Empreinte digitale (Betrayed by a Handprint) de D. W. Griffith : Myrtle Vane (B)
- 1908 : La Brute (The Girl and the Outlaw) de D. W. Griffith : une femme (B)
- 1908 : La Vocation théâtrale (Behind the Scenes) de D. W. Griffith : Mme Bailey (B)
- 1908 : La Jeune Fille indienne (The Red Girl) de D. W. Griffith : la fille peau-rouge (B)
- 1908 : Le Cœur de O'Yama (The Heart of O'Yama) de D. W. Griffith : O'Yama (B)
- 1908 : Where the Breakers Roar de D. W. Griffith : fille à la plage (B)
- 1908 : A Smoked Husband de D. W. Griffith : Mme Bibbs (B)
- 1908 : Richard III de James Stuart Blackton et William V. Ranous (V)
- 1908 : Les Bijoux volés (The Stolen Jewels) de D. W. Griffith : Mme Jenkins (B)
- 1908 : The Devil de D. W. Griffith : un modèle (B)
- 1908 : Cœur de Zoulou (The Zulu's Heart) de D. W. Griffith : La femme du Boer
- 1908 : Father Gets in the Game de D. W. Griffith : femme dans le premier couple (B)
- 1908 : Ingomar (Ingomar, the Barbarian) de D. W. Griffith : Parthenia (B)
- 1908 : Le Vœu du vaquero (The Vaquero's Vow) de D. W. Griffith : femme à la réception / femme au bar (B)
- 1908 : La Femme du planteur (The Planter's Wife) de D. W. Griffith : Tomboy Nellie (B)
- 1908 : Le Roman d'une juive (Romance of a Jewess) de D. W. Griffith : Ruth Simonson (B)
- 1908 : L'Appel de la forêt (The Call of the Wild) de D. W. Griffith : Gladys Penrose (B)
- 1908 : Cacher un voleur (Concealing a Burglar) de D. W. Griffith : Mme Brown (B)
- 1908 : Antony and Cleopatra de James Stuart Blackton et Charles Kent : Cléopâtre VII (V)
- 1908 : Enoch Arden (After Many Years) de D. W. Griffith : Mme John Davis (B)
- 1908 : L'Or du pirate (The Pirate's Gold) de D. W. Griffith (B)
- 1908 : La Mégère apprivoisée (The Taming of the Shrew) de D. W. Griffith : Katharina (B)
- 1908 : La Chanson de la chemise (The Song of the Shirt) de D. W. Griffith : une femme (B)
- 1908 : L'Ingrate (The Ingrate) de D. W. Griffith : la femme du trappeur (B)
- 1908 : Le Chemin d'une femme (A Woman's Way) de D. W. Griffith (B)
- 1908 : Le Clubman et le Voleur (The Clubman and the Tramp) de D. W. Griffith : Bridget / une invitée au dîner (B)
- 1908 : Julius Caesar de James Stuart Blackton et William V. Ranous : Calpurnia Pisonis (V)
- 1908 : Money Mad de D. W. Griffith : cliente à la banque / logeuse (B)
- 1908 : The Valet's Wife de D. W. Griffith : infirmière (B)
- 1908 : Mrs. Jones Entertains de D. W. Griffith : Mme Jones (B)
- 1908 : The Feud and the Turkey de D. W. Griffith : la sœur de Nellie Caufield (B)
- 1908 : The Reckoning de D. W. Griffith : la femme (B)
- 1908 : Le Gage de l'amitié (The Test of Friendship) de D. W. Griffith : Jennie Colman (B)
- 1908 : An Awful Moment de D. W. Griffith : Mme Mowbray (B)
- 1908 : The Dancer and the King: A Romantic Story of Spain de James Stuart Blackton (V)
- 1908 : The Christmas Burglars de D. W. Griffith : Mme Martin (B)
- 1908 : Mr. Jones at the Ball de D. W. Griffith : Mme Jones (B)
- 1908 : The Helping Hand de D. W. Griffith : invitée au mariage (B)
- 1909 : One Touch of Nature de D. W. Griffith : Mme John Murray (B)
- 1909 : The Honor of Thieves de D. W. Griffith : Rachel Einstein (B)
- 1909 : The Sacrifice de D. W. Griffith : Mme Hardluck (B)
- 1909 : Those Boys! de D. W. Griffith : la serveuse (B)
- 1909 : The Criminal Hypnotist de D. W. Griffith : la serveuse (B)
- 1909 : L'Extravagante Mme Francis (The Fascinating Mrs. Francis) de D. W. Griffith : une visiteuse (B)
- 1909 : Mr. Jones Has a Card Party de D. W. Griffith : Mme Jones (B)
- 1909 : Son nouveau chapeau (Those Awful Hats) de D. W. Griffith : femme dans le public du théâtre (B)
- 1909 : The Cord of Life de D. W. Griffith (B)
- 1909 : The Girls and Daddy de D. W. Griffith : première fille du docteur Payson (B)
- 1909 : The Brahma Diamond de D. W. Griffith : la soupirante du garde (B)
- 1909 : A Wreath in Time de D. W. Griffith : Mme John Goodhusband (B)
- 1909 : Tragic Love de D. W. Griffith : La serveuse / femme dans l'usine (B)
- 1909 : The Curtain Pole de D. W. Griffith : Mme Edwards (B)
- 1909 : His Ward's Love de D. W. Griffith : la visiteuse du révérend (B)
- 1909 : The Joneses Have Amateur Theatricals de D. W. Griffith : Mme Jones (B)
- 1909 : Amour et Politique (The Politician's Love Story) de D. W. Griffith (B)
- 1909 : La Pièce d'or (The Golden Louis) de D. W. Griffith (B)
- 1909 : At the Altar de D. W. Griffith : femme au mariage (B)
- 1909 : Saul and David de James Stuart Blackton (V)
- 1909 : L'Espion (The Prussian Spy) de D. W. Griffith : la serveuse (B)
- 1909 : His Wife's Mother de D. W. Griffith : Mme Jones (B)
- 1909 : A Fool's Revenge de D. W. Griffith (B)
- 1909 : The Wooden Leg de D. W. Griffith : Claire (B)
- 1909 : The Roue's Heart de D. W. Griffith : la femme noble (B)
- 1909 : The Salvation Army Lass de D. W. Griffith : Mary Wilson (B)
- 1909 : The Lure of the Gown de D. W. Griffith : Veronica (B)
- 1909 : I Did It, Mama de D. W. Griffith (B)
- 1909 : The Deception de D. W. Griffith : Mabel Colton (B)
- 1909 : And a Little Child Shall Lead Them de D. W. Griffith (B)
- 1909 : The Medicine Bottle de D. W. Griffith : Mme Ross (B)
- 1909 : Jones and His New Neighbors de D. W. Griffith : Mme Jones (B)
- 1909 : Les Remords de l'alcoolique (A Drunkard's Reformation) de D. W. Griffith : femme dans la pièce de théâtre (B)
- 1909 : Trying to Get Arrested de D. W. Griffith : la nourrice (B)
- 1909 : Le Chemin du cœur (The Road to the Heart) de D. W. Griffith : la femme mexicaine (B)
- 1909 : La Croisade contre le bruit (Schneider's Anti-Noise Crusade) de D. W. Griffith : Mme Schneider (B)
- 1909 : The Winning Coat de D. W. Griffith : la femme qui attend (B)
- 1909 : Un dormeur encombrant (A Sound Sleeper) de D. W. Griffith : la deuxième femme (B)
- 1909 : Confidence de D. W. Griffith : Nellie Burton (B)
- 1909 : Lady Helen's Escapade de D. W. Griffith : Lady Helen (B)
- 1909 : A Troublesome Satchel de D. W. Griffith : une femme dans la foule (B)
- 1909 : The Drive for a Life de D. W. Griffith : Mignon (B)
- 1909 : Lucky Jim de D. W. Griffith : invitée au mariage (B)
- 1909 : Tis an Ill Wind That Blows No Good  de D. W. Griffith : Mary Flinn (B)
- 1909 : The Eavesdropper de D. W. Griffith (B)
- 1909 : The Note in the Shoe de D. W. Griffith : Ella Berling (B)
- 1909 : One Busy Hour de D. W. Griffith : une consommatrice (B)
- 1909 : The French Duel de D. W. Griffith : l'infirmière (B)
- 1909 : Jones and the Lady Book Agent de D. W. Griffith : Mme Jones (B)
- 1909 : A Baby's Shoe (it) de D. W. Griffith : la mère pauvre (B)
- 1909 : The Jilt de D. W. Griffith : Mary, la sœur de frank (B)
- 1909 : Resurrection de D. W. Griffith : Katusha (B)
- 1909 : The Judgment of Solomon de D. W. Griffith (B)
- 1909 : Two Memories de D. W. Griffith : invitée (B)
- 1909 : Eloping with Auntie de D. W. Griffith : Margie (B)
- 1909 : Eradicating Aunty de D. W. Griffith : Flora, l'invitée d'Aunty (B)
- 1909 : What Drink Did de D. W. Griffith : Mme Alfred Lucas (B)
- 1909 : La Villa solitaire (The Lonely Villa) de D. W. Griffith (B)
- 1909 : Her First Biscuits de D. W. Griffith : Mme Jones (B)
- 1909 : The Peachbasket Hat de D. W. Griffith : Mme Jones (B)
- 1909 : The Way of Man de D. W. Griffith : Mabel Jarrett (B)
- 1909 : Le Collier de perles (The Necklace) de D. W. Griffith (B)
- 1909 : The Country Doctor de D. W. Griffith : Mme Harcourt (B) - non créditée
- 1909 : The Cardinal's Conspiracy de D. W. Griffith : La princesse (B)
- 1909 : Tender Hearts de D. W. Griffith (B)
- 1909 : Sweet and Twenty de D. W. Griffith : sœur d'Alice (B)
- 1909 : Jealousy and the Man de D. W. Griffith : Mme Jim Brooks (B)
- 1909 : The Slave de D. W. Griffith : Nerada (B)
- 1909 : The Mended Lute de D. W. Griffith : Rising Moon (B)
- 1909 : Mr. Jones' Burglar de D. W. Griffith : Mme Jones (B)
- 1909 : Mrs. Jones' Lover; or, 'I Want My Hat' de D. W. Griffith : Mme Jones (B)
- 1909 : Les Rénégats de 1776 (The Hessian Renegades) de D. W. Griffith : (B)
- 1909 : The Awakening de D. W. Griffith (B)
- 1909 : Lines of White on a Sullen Sea de D. W. Griffith (B)
- 1909 : Love's Stratagem de Harry Solter : la fille (I)
- 1909 : Nursing a Viper de D. W. Griffith (B)
- 1909 : The Forest Ranger's Daughter de Harry Solter : la fille du garde forestier (I)
- 1909 : Her Generous Way de Harry Solter : (I)
- 1909 : Lest We Forget de Harry Solter : (I)
- 1909 : The Awakening of Bess de Harry Solter : (I)

### Années 1910
- 1910 : The Winning Punch de Harry Solter : (I)
- 1910 : The Right of Love de Harry Solter (I)
- 1910 : The Tide of Fortune de Harry Solter (I)
- 1910 : The Call de D. W. Griffith (B)
- 1910 : Never Again de Harry Solter : Mme Henpecker (I)
- 1910 : The Coquette's Suitors de Harry Solter (I)
- 1910 : Justice in the Far North de Harry Solter (I)
- 1910 : The Blind Man's Tact  de Harry Solter (I)
- 1910 : Jane and the Stranger de Harry Solter : Jane (I)
- 1910 : The Governor's Pardon de Harry Solter : (I)
- 1910 : The New Minister de Harry Solter (I)
- 1910 : Mother Love de Harry Solter : la mère (I)
- 1910 : The Broken Oath de Harry Solter (I)
- 1910 : The Time-Lock Safe de Harry Solter (I)
- 1910 : His Sick Friend de Harry Solter (I)
- 1910 : The Stage Note de Harry Solter (I)
- 1910 : Transfusion de Harry Solter (I)
- 1910 : The Miser's Daughter de Harry Solter : la fille de la misère (I)
- 1910 : His Second Wife  de Harry Solter (I)
- 1910 : The Rosary de Harry Solter (I)
- 1910 : The Maelstrom de Harry Solter (I)
- 1910 : The New Shawl de Harry Solter (I)
- 1910 : Two Men de Harry Solter : l'orpheline (I)
- 1910 : The Doctor's Perfidy de Harry Solter (I)
- 1910 : The Eternal Triangle de Harry Solter : la femme (I)
- 1910 : The Nichols on Vacation de Harry Solter (I)
- 1910 : A Reno Romance de Harry Solter (I)
- 1910 : A Discontented Woman  de Harry Solter (I)
- 1910 : A Self-Made Hero de Harry Solter (I)
- 1910 : A Game for Two de Harry Solter : Mme Henderson (I)
- 1910 : The Call of the Circus de Harry Solter (I)
- 1910 : Old Heads and Young Hearts de Harry Solter (I)
- 1910 : The Mistake de Harry Solter (I)
- 1910 : Bear Ye One Another's Burdens de Harry Solter : Mme George Rand (I)
- 1910 : The Irony of Fate de Harry Solter (I)
- 1910 : Once Upon a Time de Harry Solter (I)
- 1910 : Among the Roses de Harry Solter (I)
- 1910 : The Senator's Double de Harry Solter (I)
- 1910 : The Taming of Jane de Harry Solter (I)
- 1910 : The Widow de Harry Solter (I)
- 1910 : The Right Girl de Harry Solter (I)
- 1910 : Debt de Harry Solter (I)
- 1910 : Pressed Roses de Harry Solter (I)
- 1910 : All the World's a Stage de Harry Solter (I)
- 1910 : The Count of Montebello de Harry Solter : l'héritière (I)
- 1911 : His Bogus Uncle de Harry Solter (L)
- 1911 : Age Versus Youth de Harry Solter : la fille (L)
- 1911 : A Show Girl's Stratagem de Harry Solter (L)
- 1911 : The Test de Harry Solter : Miss Gillman (L)
- 1911 : Nan's Diplomacy de Harry Solter : Nan (L)
- 1911 : Vanity and Its Cure de Harry Solter : la femme (L)
- 1911 : His Friend, the Burglar de Harry Solter : la femme (L)
- 1911 : The Actress and the Singer de Harry Solter : l'actrice (L)
- 1911 : Her Artistic Temperament de Harry Solter (L)
- 1911 : Her Child's Honor de Harry Solter : la mère (L)
- 1911 : The Wife's Awakening de Harry Solter : la femme (I)
- 1911 : Opportunity and the Man de Harry Solter :Flora Hamilton (L)
- 1911 : The Two Fathers de Harry Solter : Gladys (L)
- 1911 : The Hoyden de Harry Solter : Gladys Weston (L)
- 1911 : The Sheriff and the Man de Harry Solter (L)
- 1911 : A Fascinating Bachelor de Harry Solter : l'infirmière (L)
- 1911 : That Awful Brother de Harry Solter (L)
- 1911 : Her Humble Ministry de Harry Solter : la femme réformée (L)
- 1911 : A Good Turn de Harry Solter (L)
- 1911 : The State Line de Harry Solter (L)
- 1911 : A Game of Deception de Harry Solter : l'actrice (L)
- 1911 : The Professor's Ward de Harry Solter : Edith (L)
- 1911 : Duke De Ribbon Counter de Harry Solter (L)
- 1911 : Higgenses Versus Judsons de Harry Solter (L)
- 1911 : The Little Rebel de Harry Solter (L)
- 1911 : Always a Way de Harry Solter (L)
- 1911 : The Snare of Society de Harry Solter (L)
- 1911 : During Cherry Time de Harry Solter : la fille de la campagne (L)
- 1911 : The Gypsy de Harry Solter : la gitane (L)
- 1911 : Her Two Sons de Harry Solter : la femme du jeune frère (L)
- 1911 : Through Jealous Eyes de Harry Solter : l'infirmière du bureau du docteur (L)
- 1911 : A Rebellious Blossom de Harry Solter : la fille rebelle (L)
- 1911 : The Secret de Harry Solter (L)
- 1911 : Romance of Pond Cove de Harry Solter (L)
- 1911 : The Story of Rosie's Rose  de Harry Solter : Rosie (L)
- 1911 : The Life Saver de Harry Solter : la fille du coin (L)
- 1911 : The Matchmaker de Harry Solter : la jeune gouvernante (L)
- 1911 : The Slavey's Affinity de Harry Solter : Peggy (L)
- 1911 : The Maniac de Harry Solter : Flo (L)
- 1911 : A Rural Conqueror de Harry Solter : Marjorie (L)
- 1911 : One on Reno de Harry Solter : Mme Brown (L)
- 1911 : Aunt Jane's Legacy de Harry Solter : la nièce (L)
- 1911 : His Chorus Girl Wife de Harry Solter Sybil Sanford, une fille de la chorale (L)
- 1911 : A Blind Deception de Harry Solter : l'infirmière (L)
- 1911 : A Head for Business de Harry Solter (L)
- 1911 : A Girlish Impulse  de Harry Solter (L)
- 1911 : Art Versus Music de Harry Solter (L)
- 1911 : The American Girl de Harry Solter (L)
- 1912 : A Village Romance de Harry Solter (L)
- 1912 : A Surgeon's Heroism de Harry Solter (L)
- 1912 : In Swift Waters de Harry Solter : Flo Armstrong (VFC)
- 1912 : The Players de Harry Solter : Flo Lakewood (VFC)
- 1912 : Not Like Other Girls de Harry Solter : Flo (VFC)
- 1912 : Taking a Chance de Harry Solter : Mme Flo Mills (VFC)
- 1912 : The Mill Buyers de Harry Solter : Flo (VFC)
- 1912 : The Chance Shot de Harry Solter (VFC)
- 1912 : Her Cousin Fred de Harry Solter : Flo Ballard (VFC)
- 1912 : The Winning Punch de Harry Solter (VFC)
- 1912 : After All de Harry Solter : Margie (VFC)
- 1912 : All for Love de Harry Solter (VFC)
- 1912 : Flo's Discipline de Harry Solter : Flo (VFC)
- 1912 : The Advent of Jane de Harry Solter : Dr. Jane Bixby (VFC)
- 1912 : Tangled Relations de Harry Solter : Florence la gouvernante (VFC)
- 1912 : Betty's Nightmare de Harry Solter : Betty (VFC)
- 1912 : The Cross-Roads de Harry Solter (VFC)
- 1912 : The Angel of the Studio de Harry Solter (VFC)
- 1912 : The Redemption of Riverton de Harry Solter : June Martin (VFC)
- 1912 : Sisters de Harry Solter (VFC)
- 1912 : The Lady Leone de Harry Solter : Leone Mervyn (VFC)
- 1913 : Counterfeiters
- 1913 : Suffragette's Parade in Washington (K)
- 1913 : The Closed Door de Harry Solter : Florence Ashleigh (VFC)
- 1913 : The Girl o'the Woods de Harry Solter : Mab Hawkins (VFC)
- 1913 : The Spender de Harry Solter (VFC)
- 1913 : His Wife's Child de Harry Solter : Flo (VFC)
- 1913 : Unto the Third Generation de Harry Solter : Esther Stern (VFC)
- 1913 : The Influence of Sympathy de Harry Solter (VFC)
- 1913 : A Girl and Her Money de Harry Solter : Florence Kingsley (VFC)
- 1914 : A Singular Sinner
- 1914 : The Coryphee de Harry Solter (VFC)
- 1914 : The Romance of a Photograph de Harry Solter (VFC)
- 1914 : The False Bride de Harry Solter : Florence Gould et Amy St. Clair (VFC)
- 1914 : The Law's Decree de Harry Solter : Flo (VFC)
- 1914 : The Stepmother de Harry Solter : Flo (VFC)
- 1914 : The Honeymooners de Harry Solter : Florence Blair (VFC)
- 1914 : Diplomatic Flo de Harry Solter : Flo (VFC)
- 1914 : The Little Mail Carrier de Harry Solter (VFC)
- 1914 : The Pawns of Destiny  de Harry Solter : Flo (VFC)
- 1914 : The Bribe de Harry Solter (VFC)
- 1914 : A Disenchantment de Harry Solter (VFC)
- 1914 : The Doctor's Testimony de Harry Solter : Florence Lund (VFC)
- 1914 : A Singular Cynic de Harry Solter (VFC)
- 1914 : Her Ragged Knight de Harry Solter (VFC)
- 1914 : The Mad Man's Ward de Harry Solter (VFC)
- 1914 : The Honor of the Humble de Harry Solter (VFC)
- 1914 : Counterfeiters de Harry Solter (VFC)
- 1914 : A Mysterious Mystery de Harry Solter : Miss Lawrence (VFC)
- 1914 : The Woman Who Won de Harry Solter : Florence Lloyd (VFC)
- 1916 : Elusive Isabel de Stuart Paton : Isabel Thorne (U)
- 1917 : Face on the Screen de Harry Solter (U)
- 1918 : The Love Craze de Winthrop Kelley (N)

### Années 1920 et 1930
- 1922 : The Unfoldment de George Kern et Murdock MacQuarrie : Katherine Nevin (PP[14])
- 1923 : The Satin Girl d'Arthur Rosson : Sylvia (BWP[15])
- 1923 : Lucretia Lombard  de Jack Conway (WB[16])
- 1924 : Gambling Wives de Dell Henderson : Polly Barker (BWP[15])
- 1926 : La Chevauchée de la mort (The Johnstown Flood) d'Irving Cummings : non créditée (FOX[17])
- 1926 : The Greater Glory de Curt Rehfeld : non créditée (FNP[18])

- 1930 : Sweeping Against the Winds (VAP[19])
- 1931 : Homicide Squad d'Edward L. Cahn et George Melford (U)
- 1931 : Hard Hombre (en) d'Otto Brower : la sœur (non créditée) (APC[20])
- 1932 : Sinners in the Sun d'Alexander Hall (PAR)
- 1933 : Secrets de Frank Borzage (MPC[21])
- 1934 : La Parade du rire (The Old Fashioned Way) de William Beaudine (PAR)
- 1935 : L'Homme sur le trapèze volant (Man on the Flying Trapeze) de Clyde Bruckman : non créditée (PAR)
- 1936 : One Rainy Afternoon de Rowland V. Lee (PL[22])
- 1936 : Hollywood Boulevard de Robert Florey : scènes coupées (PAR)